# Сателит (Код Лиоко)
Сателит (фр. Satellite) је девета епизода прве сезоне серије Код Лиоко.

## Опис
У леденом сектору Лиока, два стршљена лете око активираног торња. У исто време на Земљи, на часу код госпође Херц, професорка пита шта ће се десити када се сударе два неутрона. Нико се не јавља, осим Херва, којег професорка прозове.
Пре него што је Херв могао да одговори, свима у одељењу су одједном зазвонили мобилни телефони, само како се нико не би јавио са друге стране. Госпођа Херц је љута због овога, и пита Сиси да рецитује правило у вези са мобилним телефонима, будући да је директорова кћерка. Услед правила које гласи „Све мобилне телефоне ТРЕБА искључити пре уласка у учионицу, јер ће у противном бити конфисковани.“ сви су морали да предају своје телефоне, незадовољни. Од коментарише да ће због овога Ксена сигурно бити срећан.
Баш када се завршио час, Јуми је срела Џеремија, Улрика и Ода; рекла им је да се на њеном часу десило исто! Џеремију је сумњиво јер са друге стране нико се није јавио, па је одлучио да контактира Аелиту, верујући да је то Ксенино масло. Проблем је што ће Ксени његов напад бити дечија игра, због тога што немају телефоне. Прилазе Сиси, Херв и Николас, и она каже да је организовала састанак да се уједине како би им мобилни телефони били враћени. Јуми каже да је уз њу. Састанак је у аудиторијуму после ручка.
У међувремену, Џереми и Аелита разговарају. Она каже да ће пробати да размотри има ли Ксениних пулсација, док он покреће скенер.
На ручку, троје разговарају. Јуми је пренеражена Одовим планом да врати телефоне групе, зовући то крађом, док се Од не слаже, сматрајући да враћање нечега што је ваше није крађа. Директор, гђа Херц и Џим разговарају, директор наређује Џиму да онеспособи школску антену како нови мобилни телефони не би били у функцији. Он се слаже. Од каже да немају избора.
Од и Улрик се шуњају у фоаје за наставнике. Улрик чува стражу, док ће Од провалити браву ормарића у коме су телефони спајалицом. Успева у томе, али чује како Улрик поздравља г. Фумеа, професора друштвених наука. Он се брзо склања испод стола, и одједном професору испадне оловка. Срећом по Ода, Фуме је оловку само дохватио стопалом и покупио, а да га није видео и онда излази. Од узима телефоне. Јуми и Џереми у својој спаваћој соби прате скенер за торњеве, док стиже Од са телефонима. Аелита сматра да је у питању лажна узбуна, али онда се на екранима мобилних указао Ксенин лого!
Питање гласи: зашто Ксену интересују мобилни телефони? До сазнања ће се доћи провером школске антене на крову зграде природних наука. Јуми се раздваја од њих и иде на састанак. Наилазе на Џима, кога струја сасвим изненадно удари и спасавају га тројица. Улрик и Од га воде у амбуланту, док се Џереми повезује на антену. У амбуланту стиже и медицинска сестра, Јоланда Перудин, и пита шта се десило, док Од коментарише да је Џим „жива ватра“. Код антене, Џереми детектује јаче електромагнетно поље поред сателитске антене телевизијске зграде у близини. У аудиторијуму, Сисина петиција се потписује док стиже Јуми. Чим жели да је потпише, стижу директор и гђа Херц, желећи да знају шта се дешава. Сиси свом оцу показује петицију. Г. Делмас одговара да ученици не праве правила, а још и да је гђа Херц установила да је ормарић са телефонима обијен. Џереми се појављује код прозора, јављајући Јуми да се виде напољу. Јуми излази док Сиси објављује протест.
У Џеремијевој соби, Џереми објашњава да је Ксена употребио главну школску антену како би добио приступ телевизијско-сателитској. Зато су телефони зазвонили; Ксена је оштетио фреквенције. Када се повеже на телевизијску антену, имаће директан приступ сателитима у Земљиној орбити, а познајући нашег пријатеља Ксену, он ће највероватније контролисати војни сателит. Ови сателити су коришћени за шпијунирање, али ако их Ксена репрограмира, ко зна. У том тренутку, скенер и Аелита региструју торањ у леденом сектору. Иду у фабрику, али Киви успева да изађе из собе. Јуми остаје да пази на напад.
Док дечаци стижу до шахта у парку, стиже и Киви, који их је пратио. Џереми коментарише да је пас тврдоглав као мазга. Стижу до фабрике и Џереми виртуелизује Ода и Улрика и иду до торња са Аелитом. Има добрих вести; Ксена још није преузео контролу над телевизијском антеном. Користи време да сазна ког сателита хоће да се дочепа, али неће бити лако. У међувремену, ученици, са Сиси на челу, протестују: „Нема телефона? Нема школе!“. Џереми успева да провали шифру за базу података сателита који орбитирају око Земље у том тренутку, и ужаснут је: Ксена хоће да преузме контролу над сателитом У4-66. То не би било тако лоше да није у питању војни сателит наоружан ласерским зраком разорних размера, да не помињемо како може да проузрокује велику штету ако Ксенина контрола успе.
У међувремену, Аелита, Од и Улрик прате пулсације. Џереми им каже шта се десило. Очито је да Ксена неће пуцати на фабрику, али изгледа да јесте да ће пуцати на академију, где је и Јуми. Без мобилних телефона, изгледа да нема шансе да се упозори. Ипак, гледа у Кивија, и добија идеју.
На академији, директор је љут услед протеста. Стиже Киви са папирићем у огрлици. Верујући да је пас Јумин, директор је води у своју канцеларију. Она одједном свима постане мученица, Сиси чак каже „Морамо да је спасемо од диктатора!“ и сви вичу „Пустите Јуми!“. Директор се не обазире.
Од, Улрик и Аелита стижу близу торња, али пролаз чува рој стршљена. Рој не напада како би Ксена могао да их завлачи док у исто време добија контролу над антеном. Од пуца, али маши. Један стршљен сипа отровну течност неколико центиметара од Аелите која је покушала да се прошуња. У директоровој канцеларији, Јуми је грђена, док она извлачи папирић закачен за Кивијеву огрлицу и истрчава, кажући да сви треба да оду. У Лиоку, Од је одлучио да се жртвује док Аелита и Улрик јуре ка торњу. Он убрзо пада на десет животних поена. Аелита и Улрик касније стижу до торња али га не виде.
Како би евакуисала све, Јуми се постарала да прошире протест и на остале школе, баш у тренутку кад је Ксена преузео контролу. Од одласка их спречава г. Делмас. Улрик се бори са стршљенима, док Џереми на екрану детектује да је Јуми мета сателита. Г. Делмас је бесан, онда стиже Од и каже Јуми да иде у фабрику. У том тренутку, сателит пуца, и уверен је да су Јумина упозорења била истинита, те наређује евакуацију.
Улрик губи пуно животних поена, и Аелита налази активирани торањ, који је све време био у леденој пећини. Јуми и Од трче преко дворишта до тунела у сали, али се Јуми спотакла док ласер пуца. Ласер се зауставио неколико центиметара испред Јумине главе. Џереми стартује повратак у прошлост.
Од, Улрик и Јуми стављају постере на прозоре трпезарије. Сиси излази и чита да пише „Подсетник на званично школско правило: мобилни телефони који не буду искључени пре уласка у учионицу биће конфисковани.“. Мисли да су миљеници професора и иде.

## Емитовање
Епизода је премијерно емитована 29. октобра 2003. у Француској. У Сједињеним Америчким Државама је емитована 29. априла 2004.